# Veronica Cremasco
Veronica Cremasco (Luik, 28 maart 1975) is een Belgisch politica voor Ecolo.

## Levensloop
Cremasco, die Italiaanse roots heeft, behaalde in 1998 het diploma burgerlijk ingenieur-architect aan de Universiteit Luik. Van 1999 tot 2003 werkte ze als aspirante bij het Nationaal Fonds voor Wetenschappelijk Onderzoek, gespecialiseerd in stedenbouw en duurzame ontwikkeling, van 2003 tot 2005 was ze onderzoekster-ingenieur bij het Laboratorium voor Methodologische Architecturale Studies (LEMA). Cremasco voerde er onderzoek naar de sociale, economische en milieukwaliteit van grote stedelijke projecten en was er daarna betrokken bij verschillende Europese projecten rond duurzame ontwikkeling. Ook werd ze benoemd tot Belgisch expert in het kader van enkele stedenbouwkundige projecten van het COST, de Europese Samenwerking in de domeinen Wetenschap en Technologie. Van 2005 tot 2008 was ze onderzoekster-ingenieur bij het CPDT, de Permanente Conferentie voor Duurzame Ontwikkeling in Wallonië. Ze was daarnaast een van de oprichters van de vzw UrbAgora, die burgers in debat wil brengen over de invulling van de stedelijke ruimte in Waalse en Brusselse steden. 
In 2004 was ze als verruimingskandidaat voor Ecolo voor het eerst kandidaat voor het Waals Parlement en het Parlement van de Franse Gemeenschap in het arrondissement Luik. Ze werd niet verkozen, maar haalde toch een behoorlijk aantal voorkeurstemmen. In oktober 2006 werd ze wel verkozen tot gemeenteraadslid van de stad Luik, waar ze bezighield met het dossier rond het nieuwe stationsgebouw van Luik-Guillemins en het trambeleid van de stad, alsook met onderwerpen betreffende huisvesting, mobiliteit en cultuur. Ze zetelde in de gemeenteraad tot in 2009.
In juni 2009 werd Cremasco vanop de tweede plaats van de Ecolo-lijst in het arrondissement Luik verkozen tot Waals Parlementslid en volksvertegenwoordiger van de Franse Gemeenschap. In het Waals Parlement ging ze toeleggen op ruimtelijke ordening, mobiliteit, patrimonium, architectuur, lokale kwesties in de Luikse agglomeratie en de reconversie naar een duurzamere industrie en economie. Van 2009 tot 2014 was ze vicevoorzitter van de commissie Leefmilieu, Ruimtelijke Ordening en Mobiliteit. Na het ontslag van Waals parlementsvoorzitter Emily Hoyos in 2012 was Cremasco kandidaat om het parlementsvoorzitterschap over te nemen, maar kreeg ze concurrentie van partijgenoot Patrick Dupriez. Deze werd uiteindelijk de nieuwe parlementsvoorzitter. In het Parlement van de Franse Gemeenschap bekommerde ze zich over de culturele en sociale invulling van architectuur en de lokalisatie van sportcentra. 
Door de zware nederlaag van Ecolo bij de parlementsverkiezingen van mei 2014 verdween Cremasco uit beide parlementen. Enkele maanden later, in december 2014, volgde ze Monika Dethier-Neumann op als co-voorzitter van de provinciale afdeling van Ecolo in Luik, hetgeen ze bleef tot in oktober 2015. Na haar parlementaire loopbaan was Cremasco van 2014 tot 2015 expert bij het Maison de l'Urbanité in Luik, werkte ze van 2015 tot 2016 als expert stedenbouw op het kabinet van Waals minister Paul Furlan, werd ze consultant-expert bij de Frans- en Duitstalige afdeling van de Orde van Architecten en was ze van 2017 tot 2019 opleider aan de Universiteit Luik, waar ze zich bezighield met vorming van adviseurs ruimtelijke ordening voor de Waalse overheid. Ook werd ze in 2016 de zaakvoerder van een koffiebar.
Bij de verkiezingen van mei 2019 werd Cremasco opnieuw verkozen tot Waals Parlementslid en lid van het Parlement van de Franse Gemeenschap. Van september 2019 tot juni 2024 was ze in het Waals Parlement voorzitter van de commissie Economie, Ruimtelijke Ordening en Landbouw. In haar tweede periode als parlementslid ging Cremasco zich opnieuw toeleggen op ruimtelijke ordening, patrimonium en architectuur, maar ditmaal ook op toerisme. Op het vlak van ruimtelijke ordening steunde ze de doelen van de Waalse regering op het vlak van het bestrijden van de verdichting van de open ruimte. Op economisch vlak volgde Cremasco het beleid op rond het herstel van brownfields, de werderopleving van stadscentra en de ontwikkeling van buurtwinkels. In het Parlement van de Franse Gemeenschap richtte ze zich op de renovatie van schoolgebouwen teneinde ze energiezuiniger te maken.
Bij de Waalse verkiezingen van juni 2024 werd Cremasco herkozen.